# 梨園
梨園（りえん）は演劇界、特に歌舞伎社会のことを指す。単に歌舞伎自体を指すこともある。唐の玄宗が梨を植えた庭園で音楽や演劇を自ら教えた故事に由来し、江戸時代の漢学者によって呼ばれ始めた。
『旧唐書』の音楽志や『新唐書』の礼楽志によれば、音曲を好んだ皇帝・玄宗は唐都長安西北郊の西内苑内に梨を植えた庭園で、自ら音楽や演劇の脚本について弟子に教えた。この弟子たちが皇帝梨園弟子（こうていりえんでし）と称されたことから、後世に劇壇全体（京劇）を梨園と雅称で呼ぶようになった。
日本では江戸時代の漢学者が衒学的に演劇界を梨園と呼んだのが始まりで、後に一般にも雅称として広まった。明治以降は歌舞伎界を指すようになり、一般演劇では用いられない。昭和初期までよく用いられていたが、今日でも歌舞伎役者に嫁いだ女性が「梨園の妻」と呼ばれる。